# Севенбом, Юхан
Юхан Севенбом (швед. Johan Sevenbom; 1721, Нерке — 27 декабря 1784, Стокгольм) — шведский художник-пейзажист.

## Биография
Родился в шведской провинции Нерке в бедной семье. Подростком отправился в Стокгольм, чтоб учиться живописи. Был принят в Шведскую академию художеств, но параллельно вынужден был много работать, чтобы обеспечить себя материально. В 1750 году на правах пенсионера (стипендиата) академии совершил учебную поездку в Париж. Но даже тогда денег не хватало: в парижской академии Севенбом стал первым шведским студентом, которому разрешили изучать искусство по вечерам, совмещая обучение с работой.
Севенбом оставался в Париже до 1760 года, после чего вернулся в Швецию, где принимал участие в украшении Королевского дворца в Стокгольме. Спустя несколько лет Севенбом выполнил ещё один престижный заказ, выполнив целую серию пейзажей с видами различных замков Швеции. После этого король Швеции заказал Севенбому в общей сложности 15 картин с видами Стокгольма, причём из-за слабого здоровья художник не смог завершить пятнадцатую.
С 1773 года Севенбом был профессором Шведской академии художеств. Среди его учеников был Юхан Филипп Корн. Сегодня картины Севенбома хранятся в собраниях ряда ключевых музеев Швеции.

## ВидыСтокгольма

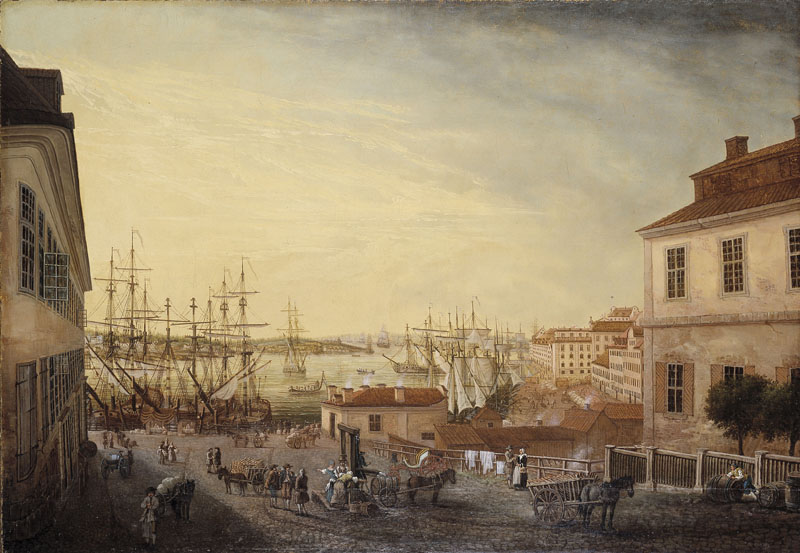
Вид с улицы Брунсбакен на острове Сёдермальм на фьорд Сальтшён.
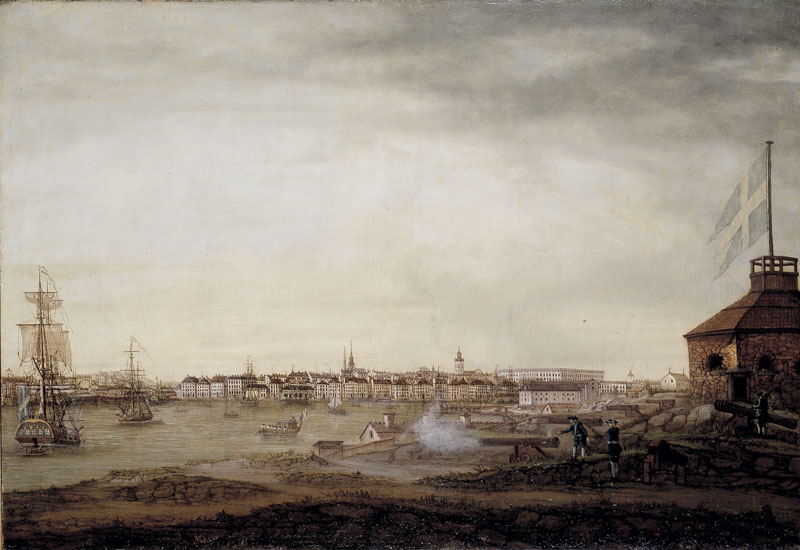
Вид с острова Кастельхолмен на Стокгольм.
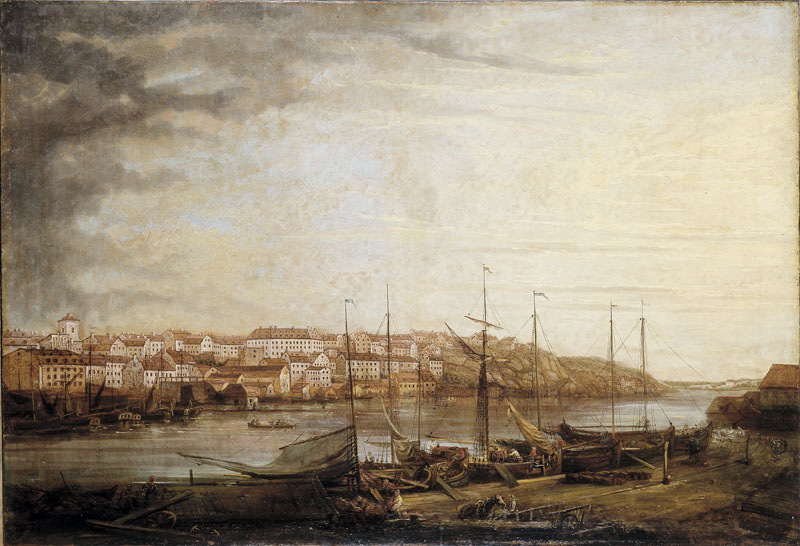
Вид с площади Корнхамнсторг в Старом городе Стокгольма на фьорд.
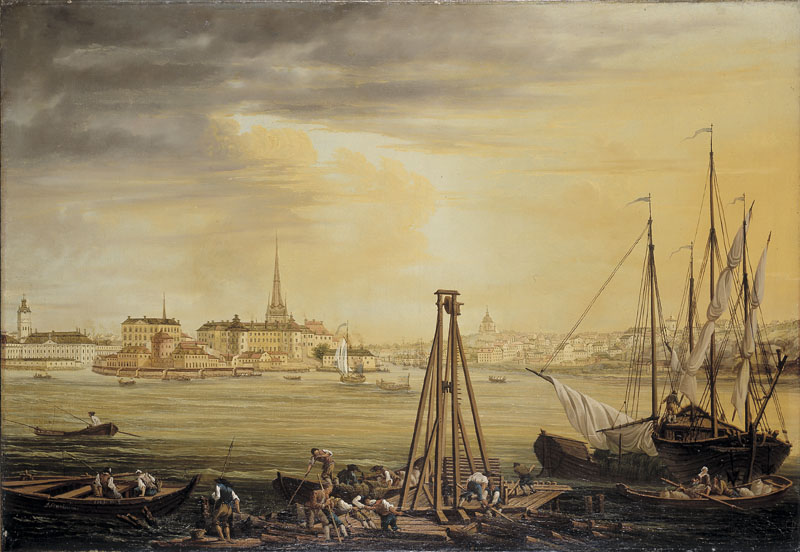
Вид на здание Дворянского собрания на острове Сёдермальм и остров Риддархольмен.